# Kanton Calais-Est
Der Kanton Calais-Est war von 1973 bis 2015 ein französischer Wahlkreis im Arrondissement Calais, im Département Pas-de-Calais und in der Region Nord-Pas-de-Calais. Sein Hauptort war Calais. Der Kanton lag im Mittel 5 Meter über Normalnull, zwischen 0 und 18 Metern.

## Gemeinden
Der Kanton bestand aus einem Teil der Stadt Calais (angegeben ist hier die Gesamteinwohnerzahl, im Kanton lebten etwa 14.000 Einwohner) und einer weiteren Gemeinde:
| Gemeinde | Einwohner Jahr | Fläche km² | Bevölkerungsdichte | Code INSEE | Postleitzahl |
| -------- | -------------- | ---------- | ------------------ | ---------- | ------------ |
| Calais   | 72.520 (2013)  | –          | – Einw./km²        | 62193      | 62100        |
| Marck    | 10.481 (2013)  | –          | – Einw./km²        | 62548      | 62730        |